# Věžový vodojem (Roudnice nad Labem)
Věžový vodojem je bývalá vodárenská věž v železniční stanici Roudnice nad Labem v okrese Litoměřice. Vodojem není kulturní památka, ale nachází se v ochranném pásmu národní kulturní památky Říp.

## Historie
Věžový vodojem byl postaven na parcele 4313/14 v místě bývalého vodojemu, který byl postaven v roce 1850 společností Severní státní dráha. Vodojem byl postaven pro zbrojení parních lokomotiv vodou a byl součástí železniční stanice Roudnice nad Labem. Hranolová zděná patrová stavba byla postavena v náspu železniční trati v blízkosti břehu řeky Labe.
Vzhledem k rozšiřování železnice byl v roce 1926 vypracován návrh nového vodojemu, který měl nahradit starý vodojem. Výstavba vodojemu byla ukončena v roce 1928. Dodavatelem stavby byla firma Ing. Brázdil a Dr. Ješ, stavební práce provedli stavitelé Antonín Hádl a František Hájek z Roudnice nad Labem. Vodojem je v soukromém vlastnictví.

## Popis
Věžový vodojem je plnostěnný monolitický železobetonový kvádrový dřík s rohovými pilíři postavený na půdorysu čtverce. Na horní část dříku je posazena železobetonová válcová nádrž s malými kruhovými okny, která je ukončena korunní římsou a kopulovitou střechou s lucernou. Dolní část dříku do úrovně kolejiště je obezděna kamennými kvádry, horní část je obezděna červenou neomítanou cihlou. Válcová část je neomítaná, kopule je pokryta měděným plechem. Přechod dříku a válcové nádrže zdůrazňují konzoly v osách stěn dříku, pod nimiž byla umístěna obdélná úzká okna. Ve válcové části byly umístěny dvě soustředné válcové nádrže s rovným dnem o celkovém objemu 120 m³ odkud byla voda přiváděna k vodním jeřábům v kolejišti a dvěma požárním hydrantům na nástupišti. Ve spodní části je na konzolách vyvedeno schodiště ke vstupu pod úrovní kolejiště. Celková výška věže je 26,6 m (od kolejiště 20 m), nádrže jsou umístěny ve výšce 17,5 m.
V interiéru ze zdí dříku je na konzolách položeno schodiště. Součásti vnitřního vybavení byla dvě čerpadla poháněna elektromotory a filtrační zařízení. Voda byla čerpána sacím potrubím ze studny na břehu řeky Labe.